# Kustodia (administracja kościelna)
Kustodia (łac. custodia) – grupa wspólnot tego samego zakonu podlegających władzy kustosza.
Kustodie są jednostkami administracyjnymi m.in. w zakonie franciszkańskim. Gdy na jakimś obszarze istnieje uzasadniona nadzieja na zwiększenie się liczby braci, zarząd zakonu eryguje najpierw kustodię, ta z kolei może zostać po jakimś czasie uznana za nową prowincję. By powstała kustodia potrzeba w Zakonie Braci Mniejszych przynajmniej 15 braci profesów wieczystych i 3 domy posiadające gwardiana. Kustodie mogą być zależne lub niezależne. Kustodia zależna podlega w sensie jurysdykcyjnym generałowi zakonu lub prowincji, np. macierzystej. Kustodia niezależna w prawach zasadniczo zrównana jest z każdą inną prowincją. Jednostkami niższymi rangą od kustodii są federacja i fundacja. Kustodią zarządza kustosz.
Kustodią niezależną jest istniejąca od XIII wieku na Bliskim Wschodzie franciszkańska Kustodia Ziemi Świętej.

## Inne znaczenia
- Kustodia – inaczej diecezja w Kościele Katolickim Mariawitów w RP.